# 混合腫瘍
混合腫瘍（こんごうしゅよう、英: mixed tumor）とは、2つ以上の組織に由来する腫瘍。
例えば、多形腺腫やミュラー管混合腫瘍 (en:Mixed Müllerian tumor) がある。